# مع الله كل شيء ممكن

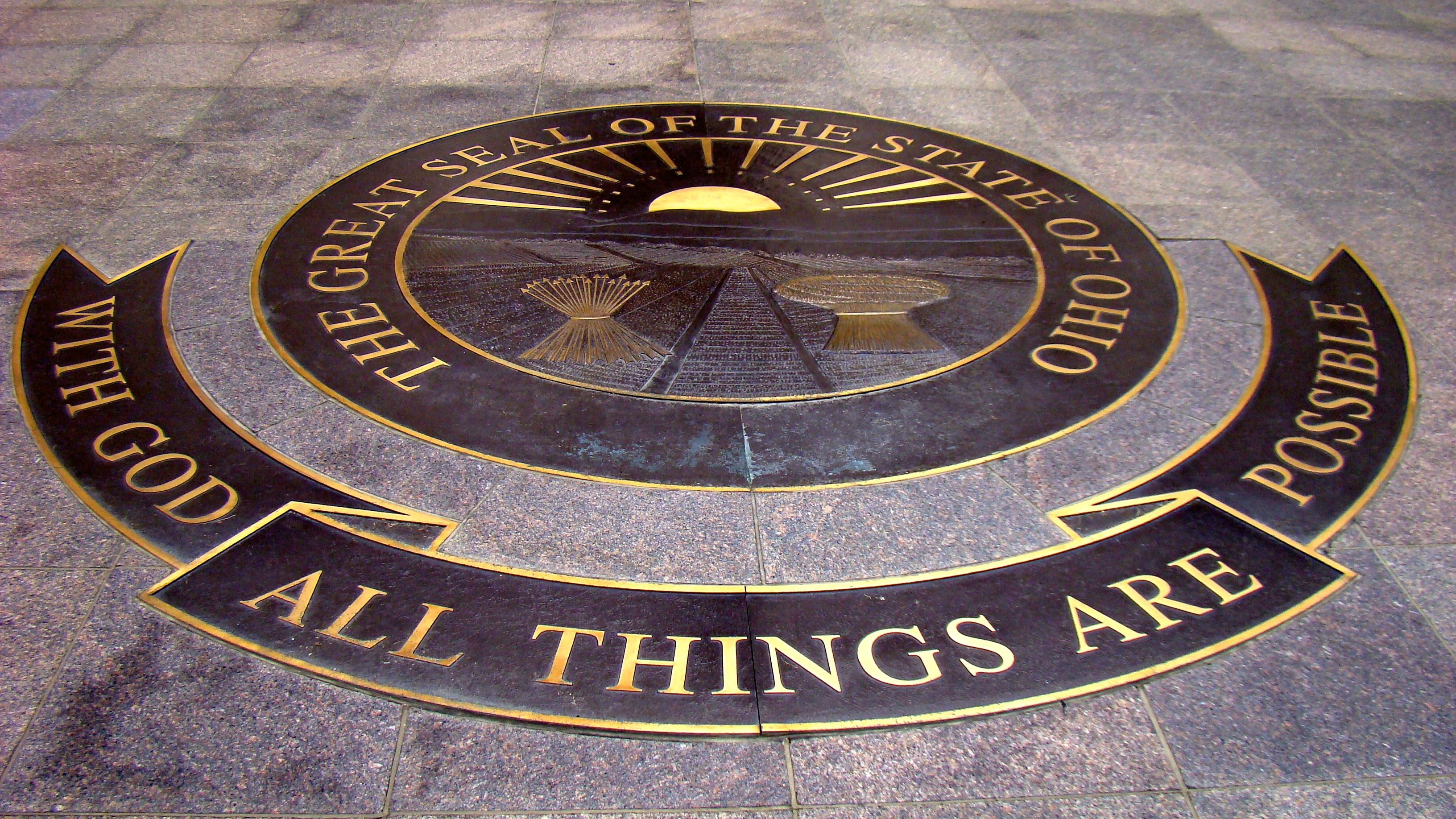

مع اللّه، كل شيء ممكن (بالإنجليزية: With God, all things are possible) هو شعار ولاية أوهايو. وهو مقتبس من أنجيل متي، وهو الشعار الوحيد المأخوذ من الأنجيل. وهو موجود في كود أوهايو المعدل ويظهر أحيانا تحت ختم أوهايو.اعتمد الشعار عام 1959 ونجا من الطعن الدستوري الاتحادي في عام 2001. وتحفظت الولاية أن الشعار هو تعبير عام عن التفاؤل وليس تأييد لدين معين.

## الأستخدام
يظهر شعار تحت ختم ولاية أوهايو وعلى الأورق الرسمية لبعض أجهزة الولاية. يظهر شعار الدولة على علم مقاطعة فرانكلين ، تحت ختم المقاطعة.